# Дамиан (Давыдов)
Архиепископ Дамиан (в миру Олег Александрович Давыдов; 1 декабря 1959, Одесса) — епископ Украинской православной церкви (Московского патриархата), архиепископ Фастовский, викарий Киевской епархии.

## Биография
С 1 марта 1988 года — послушник Одесского Свято-Успенского мужского монастыря, а с 12 июля того же года — Свято-Успенской Киево-Печерской Лавры.
27 октября 1988 года пострижен в монашество с именем Дамиан в честь Дамиана Печерского, 30 октября того же года рукоположен в сан диакона, а 13 ноября — в сан иеромонаха.
В 1990 году окончил Одесскую духовную семинарию.
В 1992 года назначен настоятелем столичного Введенского храма на Печерске.
28 апреля 1994 года награждён крестом с украшениями.
7 декабря 1996 года, после преобразования прихода в монастырь, указом Священного Синода назначен наместником этого монастыря.
21 апреля 1997 года возведён в сан архимандрита.
24 января 2007 года решением Священного синода УПЦ включён в состав Комиссии по канонизации святых при Священном Синоде УПЦ.
27 ноября 2008 года награждён вторым крестом с украшениями.
Стал известен, как духовный наставник киевских монархистов-легитимистов, выступающих в поддержку династии Романовых. Введенский монастырь, возглавляемый епископом Дамианом часто служит местом проведения мероприятий, организоваемых киевским отделом Российского Императорского Союза-Ордена. В 2011 году Введенский монастырь посетила Мария Владимировна Романова, претендующая на главенство среди потомков Романовых.
8 июля 2011 года был участником Собора Украинской православной церкви от Киевской епархии.
25 августа 2012 года избран епископом Фастовским, викарием Киевской Митрополии.
27 августа 2012 года в храме Всех святых столичного Пантелеймоновского женского монастыря в Феофании Митрополит Киевский и всея Украины Владимир возглавил наречение архимандрита Дамиана во епископа Фастовского.
30 августа 2012 года в соборном храме столичного Пантелеймоновского женского монастыря в Феофании хиротонисан во епископа Фастовского, викария Киевской епархии. Хиротонию возглавил митрополит Киевский и всея Украины Владимир (Сабодан); ему сослужили митрополит Вышгородский и Чернобыльский Павел (Лебедь), архиепископы Бориспольский Антоний (Паканич), Тульчинский и Брацлавский Ионафан (Елецких), Белогородский Николай (Грох), Уманский и Звенигородский Пантелеимон (Бащук), Яготинский Серафим (Демьянов), Переяслав-Хмельницкий и Вишневский Александр (Драбинко), Городницкий Александр (Нестерчук), епископы Нежинский и Прилукский Ириней (Семко), Макаровский Иларий (Шишковский), Александрийский и Светловодский Антоний (Боровик), Васильковский Пантелеимон (Поворознюк), Броварской Феодосий (Снигирёв), Шепетовский и Славутский Дионисий (Константинов), Обуховский Иона (Черепанов), Ирпенский Климент (Вечеря), Бердянский и Приморский Ефрем (Яринко), Бородянский Варсонофий (Столяр).
17 августа 2018 года митрополитом Киевским и всея Украины Онуфрием (Березовским) возведён в сан архиепископа.